# Dolný Moštenec
Dolný Moštenec je městská část města Považská Bystrica. Nachází se jižně od Považské Bystrice a severně od městské části Horný Moštenec. K městu byla přičleněna v roce 1979. K obci se váže i nedaleký Cingelov laz.

## Geografie
Rozloha katastrálního území Dolního Moštenca je 5 739 475 m 2.  Katastrální území obce hraničí s katastrem města Považská Bystrica (na severu a východě), s Horným Moštencom (na jihu), s Horným Lieskovom (na jihozápadě) a se Sverepcom (na západě).
Obec a její katastrální území leží v Podmanínské pahorkatině, v krajinném podcelku Považské podolie. Má značně odlesněný pahorkatinový povrch s plochými hřbety a bažinatými dolinami.
Dominantami území jsou vrchy Stráň (471,5 m n. m.) na jihovýchodě, Skalica (463,2 m n. m.) na jihozápadě, Žadovec (457,5 m n. m.) na východě a Prašnice na severu.
Nadmořská výška ve středu obce je 344 m n. m.  Osada Cingelov laz leží v západní části katastru obce.

### Doprava
Vesnice má výhodnou dopravní polohu, protože leží blízko nejfrekventovanějšího dopravního tahu (Bratislava-Košice), který spojuje východ a západ Slovenska. Vzdálenost od centra okresního města Považská Bystrica je 4,1 km, od krajského města Trenčín 50 km, od hlavního města Bratislava 169 km, od ostatních krajských měst: Trnava 123 km, Nitra 134 km, Žilina 36 km, Banská Bystrica 125 km, Prešov 256 km, Košice 280 km.
Nejbližší železniční stanice v Považské Bystrici se nachází 4,6 km a nejbližší letiště v Dolnom Hričově při Žilině 25 km od obce.
Do obce jezdí autobusová linka MHD 9 na trase Považská Bystrica - Dolný Moštenec - Horný Moštenec.

## Demografie
Obec měla v roce 2009 741 obyvatel. 

## Náboženství
V obci se nachází římskokatolický Kostel sv. Gorazda, který posvětil dne 29. července 2001 nitranský sídelní biskup, otec kardinál Ján Chryzostom Korec. Autory projektu kostela jsou Ing. Arch. Eduard Kolek a Ing. Arch. Marta Koleková. Oproti kostelu najdeme kulturní dům.

## Dějiny
O tom, že blízké okolí obce bylo osídleno již odedávna svědčí několik archeologických nálezů. Významným archeologickým nalezištěm je skalní bradlo Skalica. Podle drobných i větších střepů nalezených v těchto místech se usuzuje, že zde existovalo sídliště již v pozdní době kamenné ( eneolitu). Nacházelo se zde opevněné hradiště, resp. hrádek, který byl umístěn na skalním hřebenu, chráněný mohutným valem. Znatelné propálení násypu poukazuje na to, že sídlo zaniklo násilně.  Ústní tradice hovoří o osadě Kobyla, která se prý na tomto místě nacházela.
V lesíku zvaném Prieseka, nedaleko od Skalice se nachází slovanské pohřebiště (mohylník) s vícero mohylami. V této oblasti se uskutečnilo několik archeologických průzkumů. Například v dokumentu vydaném Povážským muzeem v Žilině po tom, jak se zde uskutečnily arch. průzkumy roku 1961 se píše : "V lese vašeho katastru se cca 200 metrů od útesů na Skalica nachází skupina staroslověnských hrobů, pravděpodobně z doby velkomoravské. Je to velmi vzácná památka pro objasnění dějin našeho kraje, protože pocházejí z doby, ze které se v našem kraji nedochovaly žádné knihy nebo jiné psané památky. V hrobech se nacházejí materiálně bezcenné památky (střepy hrnců, uhlíky, zrezivělé železné zlomky drobných užitkových předmětů), z nichž se ale dá určit doba vzniku hrobů. " Území obce bylo tedy osídleno slovanským etnikem už dávno před nejstarší písemnou zmínkou o obci.
Nejstarší písemná zmínka o obci pochází z roku 1397.  Byla to listina vystavena uherským králem Zikmundem Lucemburským pro Mikuláše, bratra Ctibora z Beckova. Podle ní dostal Mikuláš do držby hrad Košeca i hradní panství. Mezi lokalitami patřícími k hradu se zmiňují i oba Moštence (Dolný a Horný) jako "possessio Mosenech et alter Mosenech" (neboli doslovně držení Moštenec i druhý Moštenec).
V 15. století tedy obec patřila hradnímu panství Košeca. Později, roku 1506, se jí majiteli stali Rožonovci, kteří protizákonně obsadili hrad v Košeci. Zanedlouho se hrad dostal do rukou Petröciovcov, Dolný Moštenec však nadále zůstal v držení Rožonovců. Kolem roku 1580 se stává Dolný Moštenec zemanskou obcí. Nepatřil však k velkým obcím. Podle portálních soupisů zde například bylo roku 1598 jen 22 zemanských domů. Obyvatelstvo se živilo až do počátku 20. století převážně zemědělstvím a chovem užitkových zvířat.
Vývoj počtu obyvatel: 
| rok            | 1598 | 1784 | 1828 | 1869 | 1880 | 1900 | 1921 | 1950 | 1970 | 2009 |
| počet obyvatel | 120  | 200  | 333  | 240  | 241  | 305  | 362  | 590  | 802  | 741  |

Názvy obce (byly často pomaďarčované): 
| rok               | 1773                             | 1786               | 1808                             | 1863 - 1888  | 1892 - 1902   | 1907 - 1913 | 1920 po současnost |
| Úřední název obce | Dolny Mosstenecz, Alsó-Mostenecz | Alschó-Moschtenecz | Dolní Moštenec, Alsó-Mosztenyecz | Alsómostenec | Alsómostyenec | Alsóhidas   | dolní Moštenec     |

## Služby
V obci se nachází obchod, pohostinství a pizzerie.

## Turistika
Letní turistika
- Okolní příroda je v letních měsících vhodná na turistiku a procházky. Z bradla (resp. Bradel) Skalice je za dobré viditelnosti výhled na obec Dolný Moštenec, ale i na obce Sverepec, Horný Lieskov a Podmanín, na Strážovské a Súľovské vrchy (např. Strážov), Javorníky, na Považský hrad a Váh, či dokonce na Vršatecké bradla.

Zimní turistika
- Okolí má dostatek luk, které se v zimě dají využít zejména na běžkování.

## Vodstvo
Vesnicí protéká potok a, do kterého se vlévají potoky Niva, Dušianica a potok, který teče z oblasti Cingelová lazu. Mošteník se v Považské Bystrici vlévá do Váhu.